# Mukomuko
Mukomuko (gelegentlich auch Muko Muko) ist ein indonesischer Regierungsbezirk (Kabupaten) in der indonesischen Provinz Bengkulu. Zum Jahresende 2023 leben hier auf 4.138,68 Quadratkilometern 201.227 Menschen. Der Verwaltungssitz des Kabupaten Mukomuko ist Kota Mukomuko, das zugleich einen eigenen Distrikt (indonesisch Kecamatan) bildet. Von hier bis in die Provinzhauptstadt Kota Bengkulu sind es etwa 200 Kilometer Luftlinie in südöstlicher Richtung.

## Geografie

### Allgemeines
Der Bezirk ist der zweitgrößte (hinter Bengkulu Utara) und beansprucht 20,56 % der Provinzfläche (2023). Mit seiner Einwohnerzahl belegt er einen Mittelplatz unter den 10 Verwaltungseinheiten (Rang 5 mit 9,59 % der Gesamteinwohnerzahl der Provinz). Mit der Bevölkerungsdichte von 48,6 Einw. je km² gilt Mukomuko als der am dünnsten besiedelte Bezirk, also Platz 10.

### Lage
Mukomuko ist der nördlichste Kabupaten der Provinz und grenzt im Nordwesten an den Kabupaten Pesisir Selatan von der Provinz Sumatra Barat, im Nordosten an Kerinci und etwas südlicher davon an Merangin, beide zur Provinz Jambi gehörend. Im Südosten schließt sich der Kabupaten Bengkulu Utara an und schließlich bildet der Indische Ozean im Westen (oder Südwesten) die längste Grenze mit seiner ca. 235 km langen Küstenlinie. Von den 15 Distrikten haben nur 7 Zugang zum Meer.
Es werden die Koordinaten zwischen 2° 16′ 06″ und 3° 07′ 08″ s. Br. sowie zwischen 101° 01′ 36″ und 101° 51′ 08″ ö. L. belegt.

### Wetter und Klima
Der Kabupaten liegt südlich des Äquator. Wie in ganz Indonesien herrscht hier tropisches Regenwaldklima (feuchttropisches Klima). Man unterscheidet eine trockene Jahreszeit (April bis September) und die Regenzeit (Oktober bis März). In der BMKG (Badan Meteorologi Klimatologi dan Geofisika)-Stasiun Ujung Padang (= Dorf im Distrikt Kota Mukomuko) fielen im Jahr 2020 3.892 mm Regen (an 213 Tagen).

## Verwaltungsgliederung
Der Kabupaten Mukomuko gliedert sich seit 2005 in 15 Distrikte (Kecamatan), die sich aus 151 Dörfern zusammensetzen. Drei davon besitzen als Keluruhan einen städtischen Charakter. Sie liegen alle im Kecamatan der Hauptstadt, Kota Mukomuko (s. u.).
| Code 1   | Kecamatan Distrikt | Ibu Kota Verwaltungssitz | Fläche (km²) | Einw. Zensus 2010 2 | Volkszählung 2020 | Volkszählung 2020 | Volkszählung 2020 | Anzahl der Desa |
| Code 1   | Kecamatan Distrikt | Ibu Kota Verwaltungssitz | Fläche (km²) | Einw. Zensus 2010 2 | Einw. 3           | 0Dichte 40        | Sex Ratio 5       | Anzahl der Desa |
| -------- | ------------------ | ------------------------ | ------------ | ------------------- | ----------------- | ----------------- | ----------------- | --------------- |
| 17.06.01 | Lubuk Pinang       | Lubuk Pinang             | 69,51        | 12.545              | 14.653            | 210,8             | 105,97            | 7               |
| 17.06.02 | Kota Mukomuko00    | Pasar Mukumuko           | 148,07       | 15.005              | 18.604            | 125,6             | 103,43            | 9*              |
| 17.06.03 | Teras Terunjam     | Teras Terunjam           | 84,60        | 6.888               | 7.977             | 94,3              | 108,11            | 8               |
| 17.06.04 | Pondok Suguh       | Pondok Kandang           | 535,11       | 11.033              | 13.591            | 25,4              | 106,49            | 11              |
| 17.06.05 | Ipuh               | Medan Jaya               | 195,99       | 16.304              | 19.044            | 97,2              | 108,38            | 16              |
| 17.06.06 | Malin Deman        | Talang Arah              | 861,79       | 6.317               | 6.828             | 7,9               | 113,38            | 7               |
| 17.06.07 | Air Rami           | Arga Jaya                | 116,42       | 10.235              | 13.115            | 112,7             | 107,38            | 12              |
| 17.06.08 | Teramang Jaya      | Pasar Bantal             | 412,55       | 9.893               | 12.421            | 30,1              | 108,58            | 13              |
| 17.06.09 | Selagan Raya       | Sungai Ipuh              | 440,95       | 8.326               | 10.654            | 24,2              | 109,31            | 12              |
| 17.06.10 | Penarik            | Lubuk Mukti              | 308,87       | 20.412              | 24.407            | 79,0              | 107,65            | 14              |
| 17.06.11 | XIV Koto           | Lubuk Sanai              | 69,86        | 10.693              | 13.623            | 195,0             | 106,75            | 8               |
| 17.06.12 | V Koto             | Lalang Luas              | 393,72       | 6.947               | 7.882             | 20,0              | 105,80            | 10              |
| 17.06.13 | Air Manjunto       | Manjunto Jaya            | 65,24        | 8.928               | 11.511            | 176,4             | 105,81            | 8               |
| 17.06.14 | Air Dikit          | Dusun Baru V Koto00      | 87,89        | 5.622               | 7.112             | 80,9              | 105,55            | 7               |
| 17.06.15 | Sungai Rumbai      | Gajah Mati               | 335,97       | 6.605               | 9.076             | 27,0              | 105,76            | 9               |
| 17.06    | Kab. Mukomuko      | Kab. Mukomuko            | 4.146,52     | 155.753             | 190.498           | 45,9              | 107,02            | 151             |

## Demografie
Zwischen der 6. (2010) und der 7. Volkszählung (2020) stieg der Frauenanteil um 0,45 Prozent. Für Ende 2023 setzt sich dieser Aufwärtstrend geringfügig fort (48,53 %).
| Jahr | Gesamt- bevölkerung | Männer  | %     | Frauen  | %     |
| ---- | ------------------- | ------- | ----- | ------- | ----- |
| 2010 | 00155.753           | 081.226 | 52,15 | 074.527 | 47,85 |
| 2020 | 00190.498           | 098.479 | 51,70 | 092.019 | 48,30 |
| 2023 | 00201.227           | 103.569 | 51,47 | 097.658 | 48,53 |

Die vorherrschende Religion war und ist der Islam. 97,57 Prozent der Bevölkerung bekennen sich hierzu, ihnen stehen 304 Moscheen und 413 kleinere Gebetsräume (indonesisch Mushola) zur Verfügung. Der Anteil an Christen lag 2020 bei 2,31 Prozent (0,88 % Protestanten, 1,48 % Katholiken), die anteilmäßig meisten Christen lebten im Distrikt Penarik (0,51 %). Es gab 20 Kirchen sowie einen Hindu-Tempel.

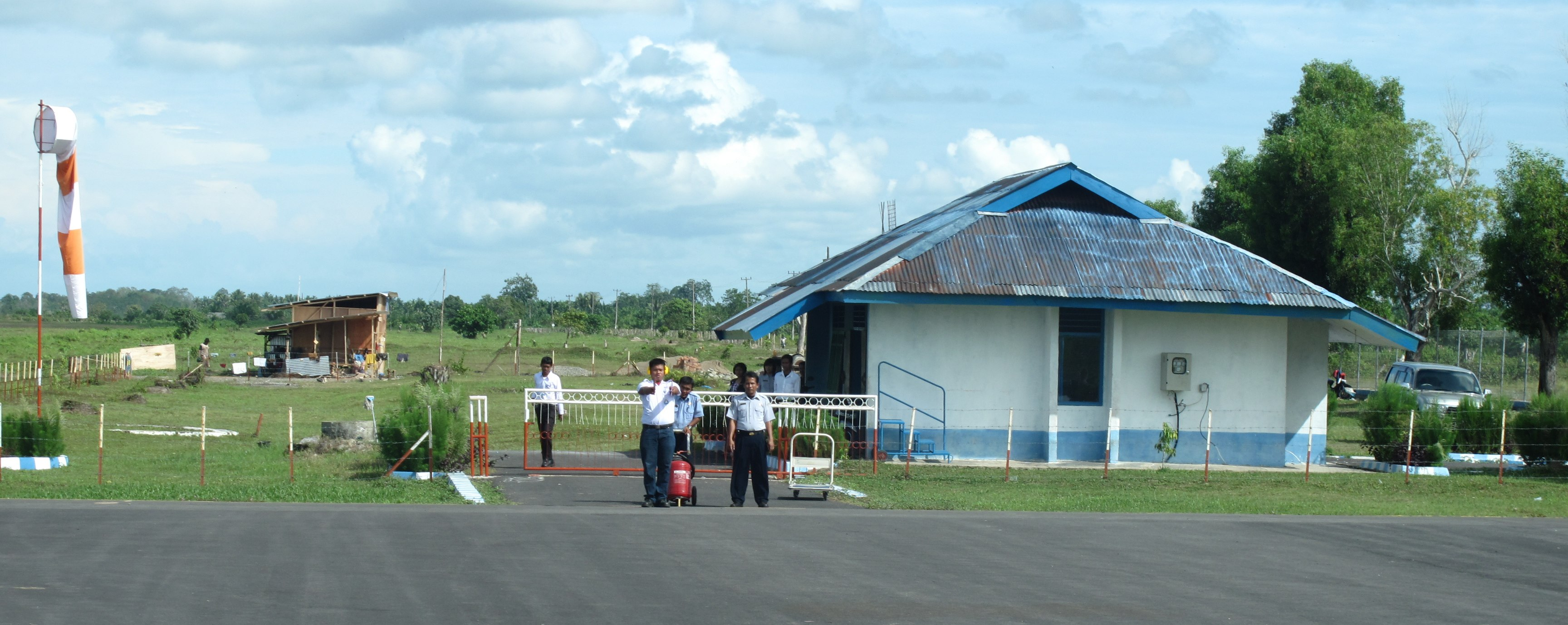
Der Flughafen von Mukomuko

### Soziale Daten 2020
| Merkmal                                                            | Mukomuko | 0Prov. Bengkulu0 |
| ------------------------------------------------------------------ | -------- | ---------------- |
| Bevölkerung unterhalb der Armutsgrenze (Tsd.)0                     | 023,10   | 302,58           |
| Anteil der „armen Bevölkerung“ (indonesisch Penduduk miskin) (%)00 | 011,72   | 015,03           |
| Arbeitslosenquote (%)                                              | 003,59   | 004,07           |
| Lebenserwartung bei der Geburt (Jahre)                             | 066,64   | 069,35           |
| HDI-Index                                                          | 068,45   | 071,40           |
| Analphabetenrate (in %, 15+ J.)                                    | 002,41   | 001,99           |

## Geschichte
Der Kabupaten Mukomuko wurde 2003 aus nordwestlichen gelegenen Teilen des Kabupaten Bengkulu Utara gebildet. Der „Mutterbezirk“ gab hierbei 42 Prozent seines Territoriums (4.036,70 von 9.585,24 km²) mit fünf Distrikten ab. Im Jahr 2005 wurden aus diesen fünf Distrikten durch Abtrennungen zehn weitere gebildet:
- V Koto und Air Manjunto aus Teilen von Lubuk Pinang
- XIV Koto und Air Dikit aus Teilen von Kota Mukomuko
- Selagan Raya und Penarik aus Teilen von Teras Terunjam
- Sungai Rumbai und Teramang Jaya aus Teilen von Pondok Suguh
- Air Rami und Malin Deman aus Teilen von Ipuh.

### Aktuelle Daten der Bevölkerungsfortschreibung
Nachfolgende Tabelle gibt den Einwohnerstand nach Geschlecht vom Jahresende 2022 und 2023 wieder. Er resultiert aus den Ergebnissen der Fortschreibung durch die örtlichen Zivilregistrierungsbüros (Disdukcapil, indonesisch Dinas Kependudukan dan Pencatatan Sipil) und kann in einer interaktiven Karte abgerufen werden
| Kecamatan        | 31.12.2022 | 31.12.2022 | 31.12.2022 | Fläche km² | 31.12.2023 | 31.12.2023 | 31.12.2023 | 31.12.2023         | 31.12.2023          |
| Kecamatan        | 0Insg.     | männl.     | weibl.     | Fläche km² | 0Insg.     | männl.     | weibl.     | Dichte [Einw./km²] | Sex Ratio [M*100/F] |
| ---------------- | ---------- | ---------- | ---------- | ---------- | ---------- | ---------- | ---------- | ------------------ | ------------------- |
| Lubuk Pinang     | 15.496     | 7.925      | 7.571      | 71,31      | 15.785     | 8.056      | 7.729      | 221,4              | 104,23              |
| Kota Mukomuko    | 19.176     | 9.719      | 9.457      | 142,15     | 19.432     | 9.852      | 9.580      | 136,7              | 102,84              |
| Teras Terunjam   | 8.315      | 4.302      | 4.013      | 88,29      | 8.471      | 4.402      | 4.069      | 95,9               | 108,18              |
| Pondok Suguh     | 14.142     | 7.299      | 6.843      | 563,99     | 14.512     | 7.459      | 7.053      | 25,7               | 105,76              |
| Ipuh             | 18.735     | 9.706      | 9.029      | 115,54     | 19.311     | 10.012     | 9.299      | 167,1              | 107,67              |
| Malin Deman      | 7.028      | 3.712      | 3.316      | 814,36     | 7.259      | 3.829      | 3.430      | 8,9                | 111,63              |
| Air Rami         | 13.819     | 7.142      | 6.677      | 225,78     | 14.128     | 7.292      | 6.836      | 62,6               | 106,67              |
| Teramang Jaya    | 12.814     | 6.637      | 6.177      | 329,45     | 13.137     | 6.823      | 6.314      | 39,9               | 108,06              |
| Selagan Raya     | 10.910     | 5.664      | 5.246      | 390,99     | 11.176     | 5.794      | 5.382      | 28,6               | 107,66              |
| Penarik          | 25.309     | 13.059     | 12.250     | 355,44     | 25.723     | 13.284     | 12.439     | 72,4               | 106,79              |
| Xiv Koto         | 14.107     | 7.224      | 6.883      | 72,03      | 14.363     | 7.354      | 7.009      | 199,4              | 104,92              |
| V Koto           | 7.880      | 4.042      | 3.838      | 402,92     | 8.041      | 4.118      | 3.923      | 20,0               | 104,97              |
| Air Majunto      | 12.167     | 6.245      | 5.922      | 58,27      | 12.497     | 6.407      | 6.090      | 214,5              | 105,21              |
| Air Dikit        | 7.215      | 3.680      | 3.535      | 84,96      | 7.461      | 3.830      | 3.631      | 87,8               | 105,48              |
| Sungai Rumbai    | 9.636      | 4.929      | 4.707      | 449,16     | 9.931      | 5.057      | 4.874      | 22,1               | 103,75              |
| Kab. Muko Muko00 | 196.749    | 101.285    | 95.464     | 4.164,64 1 | 201.227    | 103.569    | 97.658     | 48,3               | 106,05              |

## Verzeichnis der Kelurahan
Die nachfolgende Liste gibt den Einwohnerstand zum Jahresende 2022 (Semester II/2022) und genau ein Jahr später für die Kelurahan im Bezirk Mukomuko wieder. Innerhalb eines Jahres stieg die Einwohnerzahl der drei Kelurahan um 83 Einwohner.
Neben der Fläche und den Einwohnerzahlen sind auch deren Zugehörigkeiten zu den fünf Kecamatan aufgeführt, ebenso die errechneten Ergebnisse der Bevölkerungsdichte (in Einw. je km²) sowie des Geschlechterverhältnisses (Sex Ratio). Als erste Spalte ist der Strukturcode des indonesischen Innenministeriums angegeben. Er gibt gleichfalls Aufschluss über die Zugehörigkeit der Dörfer zu den übergeordneten Verwaltungsebenen: Die ersten drei Zahlenpärchen werden durch Punkte getrennt und geben die Provinz, den Regierungsbezirk (Kabupaten) und den Distrikt (Kecamatan) an. Als letztes folgt nach einem weiteren Trennungspunkt der vierstellige „Dorfcode“ – wobei städtisch geprägte Kelurahan immer mit 1 und „normale“ (ländliche) Desa mit einer 2 beginnen. Die Statistikseiten von BPS (Badan Pusat Statistik) verwenden eine andere Nomenklatur, auf die hier nicht näher eingegangen werden soll, da sie nur bei den Volkszählungen Anwendung findet.
Wie bei vorstehender Tabelle entstammen alle Daten der Fortschreibung von den örtlichen Zivilregistrierungsbüros (Disdukcapil).
| Struktur- code | Kecamatan     | Kelurahan       | Bevölkerung am Jahresende 2022 | Bevölkerung am Jahresende 2022 | Bevölkerung am Jahresende 2022 | Bevölkerung am Jahresende 2022 | Bevölkerung am Jahresende 2023 | Bevölkerung am Jahresende 2023 | Bevölkerung am Jahresende 2023 | Bevölkerung am Jahresende 2023 | Bevölkerung am Jahresende 2023 |
| Struktur- code | Kecamatan     | Kelurahan       | Fläche (km²)                   | Gesamt                         | männlich                       | weiblich                       | Gesamt                         | männlich                       | weiblich                       | Dichte                         | Sex Ratio                      |
| -------------- | ------------- | --------------- | ------------------------------ | ------------------------------ | ------------------------------ | ------------------------------ | ------------------------------ | ------------------------------ | ------------------------------ | ------------------------------ | ------------------------------ |
| 17.06.02.1009  | Kota Mukomuko | Pasar Muko-Muko | 6,68                           | 2.124                          | 1.029                          | 1.095                          | 2.157                          | 1.058                          | 1.099                          | 322,9                          | 96,27                          |
| 17.06.02.1017  | Kota Mukomuko | Koto Jaya       | 11,41                          | 2.706                          | 1.338                          | 1.368                          | 2.761                          | 1.368                          | 1.393                          | 242,0                          | 98,21                          |
| 17.06.02.1018  | Kota Mukomuko | Bandar Ratu     | 29,10                          | 4.678                          | 2.396                          | 2.282                          | 4.683                          | 2.391                          | 2.292                          | 160,9                          | 104,32                         |